# Dieciocho de Marzo (Jalisco)
Dieciocho de Marzo es una localidad del estado mexicano de Jalisco. Es parte del municipio de Lagos de Moreno.

## Toponimia
El nombre de la localidad hace referencia a la expropación petrolera realizada por el presidente de México, Lázaro Cárdenas, el 18 de marzo de 1938, día considerado feriado nacional.

## Demografía
| Gráfica de evolución demográfica |
|                                  |

| Censo | Población |
| ----- | --------- |
| 1950  | 266       |
| 1960  | 429       |
| 1970  | 601       |
| 1980  | 904       |
| 1990  | 1 043     |
| 2000  | 1 170     |
| 2010  | 1 111     |
| 2020  | 1 038     |